# 石上息嗣
石上 息嗣（いそのかみ の おきつぐ）は、奈良時代の貴族。名は奥継・息継とも記される。中納言・石上乙麻呂の子。官位は従四位上・大宰大弐。

## 経歴
天平宝字4年（760年）北陸道巡察使に任ぜられ（この時の官位は従六位上・河内少掾）、天平宝字6年（762年）従五位下・播磨介に叙任される。天平宝字7年（763年）少納言に任ぜられ京官に復する。
天平宝字8年（764年）兄・宅嗣が当時の権力者である太師（太政大臣）・恵美押勝を除こうとして失敗し大宰大弐に左遷された際の息継自身の動静は不明ながら、同年9月に発生した藤原仲麻呂の乱では孝謙上皇側に付いたらしく、同年11月には二階昇進して正五位下に叙せられている。
天平神護元年（765年）称徳天皇が紀伊国に行幸した帰途で河内国に逗留した際、河内守であった息嗣は正五位上に昇叙された。その後、称徳朝では左衛士督・美濃守を歴任している。
光仁朝では丹波守・大蔵卿・造東大寺長官・大宰大弐を歴任する傍ら、宝亀2年（771年）従四位下、宝亀8年（777年）には従四位上に至った。

## 官歴
『続日本紀』による。
- 時期不詳：従六位上・河内少掾
- 天平宝字4年（760年） 正月21日：北陸道巡察使
- 時期不詳：正六位上
- 天平宝字6年（762年） 正月4日：従五位下。正月9日：播磨介
- 天平宝字7年（763年） 4月14日：少納言
- 天平宝字8年（764年） 11月12日：正五位下
- 天平神護元年（765年） 閏10月3日：正五位上
- 神護景雲2年（766年） 11月13日：左衛士督
- 神護景雲3年（767年） 6月9日条：美濃守
- 宝亀2年（771年） 閏3月1日条：丹波守。11月25日：従四位下
- 宝亀5年（774年） 3月5日：大蔵卿
- 宝亀7年（776年） 3月6日：造東大寺長官
- 宝亀8年（777年） 正月7日：従四位上。10月13日：大宰大弐